# Saison 2022 de la Súperliga Americana de Rugby
Navigation
2021 2023
La saison 2022 de la Súperliga Americana de Rugby est la 3e édition de la compétition qui se déroule du 13 mars au 28 mai 2022. Elle oppose 6 équipes représentatives d'Amérique du Sud.

## Contexte
Comme lors de la saison précédente, il n'y a pas de match à domicile et à l'extérieur. Toutes les équipes se déplacent en même temps sur plusieurs sites durant la saison. Les deux premières journées se tiennent au Chili, à l'Estadio Elías Figueroa Brander de Valparaíso. Lors de la troisième journée, le Selknam reste au Chili et rencontre les Jaguares XV à l'Estadio San Carlos de Apoquindo de Santiago. Les autres équipes iront au Paraguay, à l'Estadio Héroes de Curupayty de Luque. Les équipes iront ensuite pour deux journées à Ciudad del Este, ville frontière avec le Brésil et l'Argentine. C'est le Stade Antonio Aranda qui accueillera les équipes. Enfin, les dernières journées de saison régulière et les phases finales se tiendront au Stade Charrúa de Montevideo.

## Liste des équipes en compétition
| Équipes       |
| ------------- |
| Cafeteros Pro |
| Cobras        |
| Jaguares XV   |
| Olimpia Lions |
| Peñarol Rugby |
| Selknam       |

| Cafeteros Pro Olimpia Lions Peñarol Rugby Selknam Cobras Jaguares |

## Résumé des résultats

### Classement de la phase régulière
| Rang | Club      | J  | V | N | D | Pm  | Pe  | Diff | Pts |
| ---- | --------- | -- | - | - | - | --- | --- | ---- | --- |
| 1    | Peñarol   | 10 | 8 | 0 | 2 | 307 | 122 | +185 | 40  |
| 2    | Selknam   | 10 | 8 | 0 | 2 | 289 | 140 | +149 | 37  |
| 3    | Jaguares  | 10 | 6 | 0 | 4 | 322 | 210 | +112 | 31  |
| 4    | Cafeteros | 10 | 4 | 0 | 6 | 168 | 295 | -127 | 20  |
| 5    | Olimpia   | 10 | 3 | 0 | 7 | 202 | 286 | -84  | 16  |
| 6    | Cobras    | 10 | 1 | 0 | 9 | 145 | 380 | -235 | 6   |

|  | Qualifiés pour les demi finales (no 1, no 2, no 3, no 4) |

## Résultats détaillés

### Phase régulière
L'équipe qui reçoit est indiquée dans la colonne de gauche.	
| Clubs         | CAF   | COB   | JAG   | OLI   | PEN   | SEL   |
| ------------- | ----- | ----- | ----- | ----- | ----- | ----- |
| Cafeteros Pro |       | 29-18 | 19-26 | 11-10 | 0-44  | 19-20 |
| Cobras        | 17-23 |       | 15-84 | 36-25 | 3-40  | 8-37  |
| Jaguares      | 33-22 | 35-11 |       | 49-22 | 20-27 | 10-23 |
| Olimpia Lions | 12-16 | 42-17 | 21-41 |       | 15-13 | 19-41 |
| Peñarol Rugby | 51-28 | 19-10 | 32-14 | 42-14 |       | 8-15  |
| Selknam       | 64-3  | 46-10 | 20-10 | 20-22 | 3-31  |       |

|  | Victoire à domicile |  | Match nul |  | Défaite à domicile |

## Phase finale
|  | Demi-finales | Demi-finales | Demi-finales | Demi-finales |         |         | Finale | Finale | Finale | Finale |
|  |              |              |              |              |         |         |        |        |        |        |
|  |              |              |              |              |         |         |        |        |        |        |
|  | Peñarol      | Peñarol      | 34           | 34           |         |         |        |        |        |        |
|  | Peñarol      | Peñarol      | 34           | 34           |         |         |        |        |        |        |
|  | Cafeteros    | Cafeteros    | 13           | 13           |         |         |        |        |        |        |
|  | Cafeteros    | Cafeteros    | 13           | 13           | Peñarol | Peñarol | 24     | 24     |        |        |
|  |              |              |              |              | Peñarol | Peñarol | 24     | 24     |        |        |
|  |              |              | Selknam      | Selknam      | 13      | 13      |        |        |        |        |
|  | Selknam      | Selknam      | Selknam      | Selknam      | 13      | 13      | 16     | 16     |        |        |
|  | Selknam      | Selknam      |              |              |         |         |        | 16     |        |        |
|  | Jaguares     | Jaguares     | 10           | 10           |         |         |        |        |        |        |
|  | Jaguares     | Jaguares     | 10           | 10           |         |         |        |        |        |        |

### Demi-finales
| 20 mai 2022 18h00 | Selknam | 16 - 10 (10 - 10) | Jaguares XV | Stade Charrúa, Montevideo Arbitre : Francisco González |
| 20 mai 2022 18h00 | Essai(s) : B. Videla (9e) Transformation(s) : Urroz (10e) Pénalité(s) : Urroz 3 (17e, 54e, 75e) Carton(s) jaune(s) : Lues (35e), A. Escobar (37e), Dittus (47e) | Rapport           | Essai(s) : Bogado (22e) Transformation(s) : Prisciantelli (23e) Pénalité(s) : Prisciantelli (36e) Carton(s) jaune(s) : Vivas (53e) | Stade Charrúa, Montevideo Arbitre : Francisco González |
| 20 mai 2022 18h00 | | Rapport           | | Stade Charrúa, Montevideo Arbitre : Francisco González |

| 20 mai 2022 20h55 | Peñarol | 34 - 13 (15 - 3) | Cafeteros Pro                                                                                  | Stade Charrúa, Montevideo Arbitre : Nehuen Jauri Rivero |
| 20 mai 2022 20h55 | Essai(s) : Pujadas (4e), Bianchi (33e), Viñals (47e), Magno (78e), Favaro (80e) Transformation(s) : Etcheverry (34e), Roger 2 (79e, 80e) Pénalité(s) : Etcheverry (40e) | Rapport          | Essai(s) : González (73e) Transformation(s) : Morales (74e) Pénalité(s) : Morales 2 (15e, 51e) | Stade Charrúa, Montevideo Arbitre : Nehuen Jauri Rivero |
| 20 mai 2022 20h55 | | Rapport          |                                                                                                | Stade Charrúa, Montevideo Arbitre : Nehuen Jauri Rivero |

### Finale
| 27 mai 2022 19h00 | Peñarol | 24 - 13 (21 - 3) | Selknam                                                             | Stade Charrúa, Montevideo Arbitre : Nehuen Jauri Rivero |
| 27 mai 2022 19h00 | Essai(s) : Dosantos (9e), Ardao (20e) Transformation(s) : Etcheverry (9e) Pénalité(s) : Etcheverry 2 (10e, 77e) Drop(s) : Etcheverry (40e) Carton(s) jaune(s) : Milán (57e), Echeverría (61e) | Rapport          | Essai(s) : essai de pénalité (57e) Pénalité(s) : Urroz 2 (24e, 47e) | Stade Charrúa, Montevideo Arbitre : Nehuen Jauri Rivero |
| 27 mai 2022 19h00 | | Rapport          |                                                                     | Stade Charrúa, Montevideo Arbitre : Nehuen Jauri Rivero |

| Titulaires · José Iruleguy 15 · Rodrigo Silva 14 · Bautista Basso 13 · Andrés Vilaseca 12 · Baltazar Amaya 11 · Felipe Etcheverry 10 · Tomás Inciarte 09 · Manuel Ardao 08 · Santiago Civetta 07 · Lucas Bianchi 06 · Nahuel Milán 05 · Eric Dosantos 04 · Ignacio Péculo 03 · Guillermo Pujadas 02 · Juan Echeverría 01 · Remplaçants · Emiliano Faccennini 16 · Matías Benítez 17 · Mathias Franco 18 · Diego Magno 19 · Carlos Deus 20 · Santiago Álvarez 21 · Nicolás Roger 22 · Mateo Viñals 23 · |  | Titulaires 15 Francisco Urroz 14 Nicolás Garafulic 13 Luca Strabucchi 12 Matías Garafulic 11 Gaspar Moltedo 10 Rodrigo Fernández 90 Marcelo Torrealba 80 Alfonso Escobar 70 Ignacio Silva 60 Martín Sigren 50 Augusto Sarmiento 40 Franco Molina 30 Matías Dittus 20 Tomás Dussaillant 10 Javier Carrasco Remplaçants 16 Diego Escobar 17 Salvador Lues 18 Vittorio Lastra 19 Santiago Pedrero 20 Santiago Edwards 21 Benjamín Videla 22 Juan Zuccarino 23 José Ignacio Larenas |

## Récompenses
A l'issue de la saison 2022, la SLAR dévoile le 30 mai le nom des joueurs composant l'équipe type de l'année.
| Avants | Arrières | Remplaçants |
| --- | --- | --- |
| 1 Javier Corvalán (Cafeteros Pro) 2 Guillermo Pujadas (Peñarol Rugby) 3 Luis E. Quinteros (Olimpia Lions) 4 Franco Molina (Selknam) 5 Eric Dosantos (Peñarol Rugby) 6 Cleber Días (Cobras) 7 Santiago Civetta (Peñarol Rugby) 8 Manuel Ardao (Peñarol Rugby) | 90 Eliseo Morales (Cafeteros Pro) 10 Felipe Etcheverry (Peñarol Rugby) 11 Martín Bogado (Jaguares XV) 12 Andrés Vilaseca (Peñarol Rugby) 13 Domingo Saavedra (Selknam) 14 Julián Quetglas (Olimpia Lions) 15 Francisco Urroz (Selknam) | 16 Tomás Dussaillant (Selknam) 17 Juan Echeverría (Peñarol Rugby) 18 Matías Dittus (Selknam) 19 Nahuel Milan (Peñarol Rugby) 20 Alfonso Escobar (Selknam) 21 Tomás Inciarte (Peñarol Rugby) 22 Juan Pablo Castro (Jaguares XV) 23 Gerónimo Prisciantelli (Jaguares XV) |